# Oneplay Sport 3
Oneplay Sport 3 je český sportovní televizní kanál specializující se na fotbalové zápasy. Kanál vysílá v základní nabídce IPTV operátora O2 TV, ve které je dostupný ve standardním i vysokém rozlišení. Ve vysílání se objevují fotbalové zápasy Chance Ligy. Vedle přímých přenosů stanice vysílá magazíny fotbalových velkoklubů. Vysílání začíná v 9:00 a je ukončeno Sportovním infoservisem v jednu hodinu ráno. Provozovatelem kanálu je společnost O2 TV s.r.o.